# Crayonné

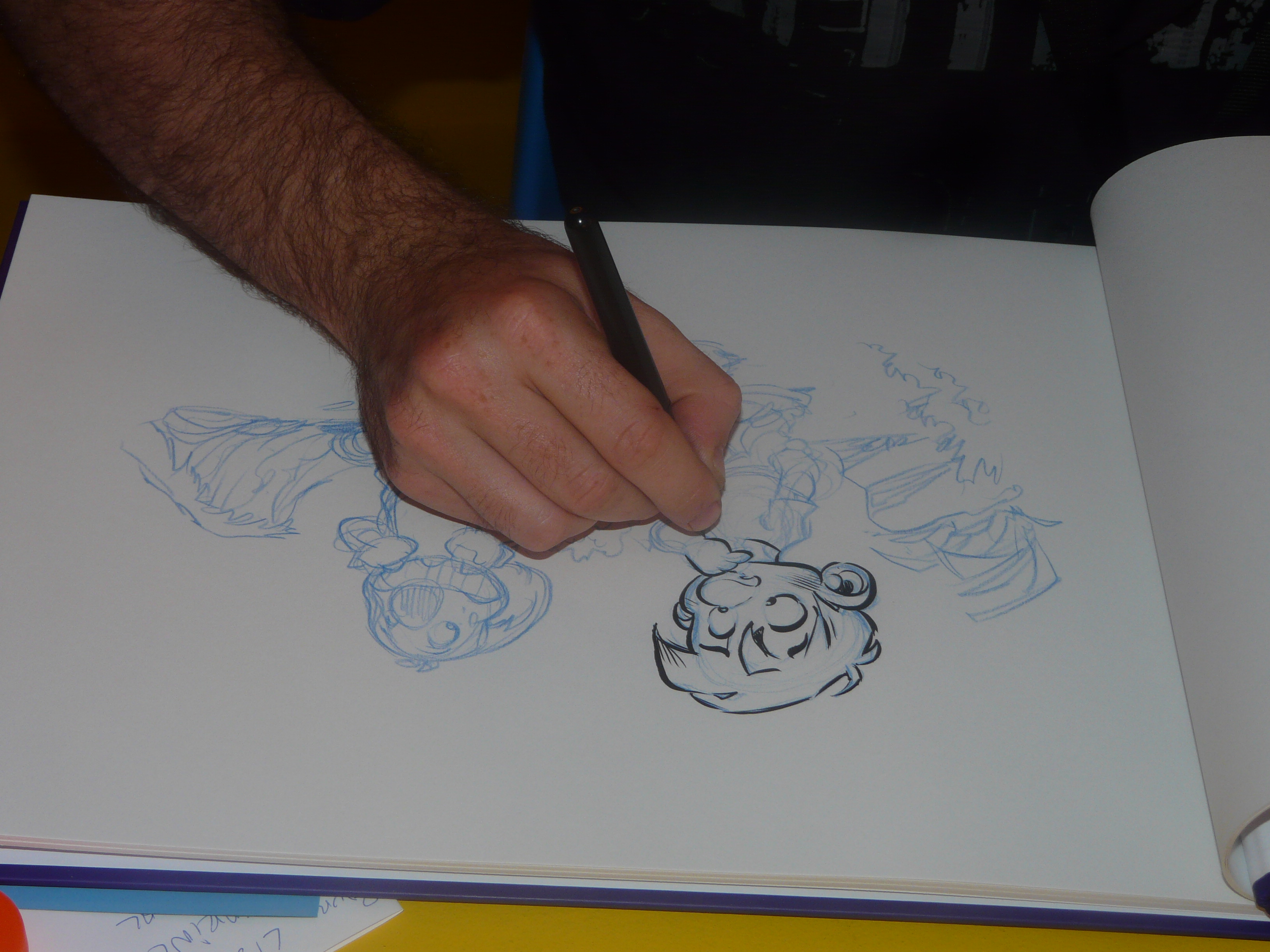
Le dessinateur Fenech en train d'encrer un de ses dessins (Montpellier, festival O Tour de la bulle 2008).

Dans la bande dessinée, le crayonné est l'état du dessin, plus ou moins achevé, après le découpage en cases et avant l'encrage de la planche, tout en prévoyant l'espace dévolu aux phylactères. Certains illustrateurs emploient le calque. Il existe plusieurs phases de crayonné : le crayonné esquissé, accompagné de croquis intermédiaires, pour définir le gabarit des cases et les principaux éléments figurant dans la narration (personnages et décors) ; le crayonné poussé, plus abouti, est la mise au net de ces travaux préparatoires, avant l'encrage du dessin.
Les crayonnés, les esquisses et les croquis témoignent de la recherche esthétique et narrative de l'auteur ainsi que de ses procédés (crayons graphite ou de couleur, pinceaux, stylo-feutres, plumes...). Certains crayonnés sont des brouillons qui n'étaient pas destinés à être diffusés auprès du public. D'autres, au contraire, témoignent d'un certain travail en amont et sont volontairement publiés tels quels. Les collections de crayonnés peuvent constituer le fonds documentaire d'un musée d'art et faire l'objet d'une analyse dans le cadre de l'étude de la bande dessinée. 